# قلعه تپه میلاجرد
قلعه تپه میلا جرد مربوط به دوران‌های تاریخی پس از اسلام است که در غرب شهر میلاجرد واقع شده است. این اثر در تاریخ ۱۹ مرداد ۱۳۸۴ با شمارهٔ ثبت ۱۲۸۴۴ به‌عنوان یکی از آثار ملی ایران به ثبت رسیده است.

## تاریخچه
طبق مطالعات انجام شده بر روی این تپه‌باستانی تاریخچه‌اش به سال ۶۰۰ پیش از میلاد مسیح یعنی دوره حکومت مادها در محدوده هگمتانه بر می‌گردد.
تپه میلاجرد در مجاورت شهر میلاجرد و در شمال غربی شهر اراک بر روی تلی بزرگ قرار گرفته که از سوی اهالی به «قلعه میله‌گرد» که نام محلی شهر میلاجرد است، معروف است. حسن‌بن‌محمدقمی در کتاب تاریخ قم بانی این شهر را میلاد می‌داند که به امر شاه کیخسرو آن را بنا نهاده‌است. این آبادی یک بار در حمله مغول و بار دیگر در فتنه افغان ویران شده‌است. خرابه‌های آبادی قدیم و آثار برج و بارو و علایم خندق اطراف کاملاً نمایان است. ضمن حفریات اشیاء قدیمی در آن مشاهده می‌شود. (از فرهنگ جغرافیائی ایران ج ۲).
برنامه گمانه زنی در «قلعه تپه میلاجرد» اراک، با مساحتی نزدیک به 17 هزار  متر مربع در استان مرکزی، به منظور تعیین حریم و تشخیص حدود و نیز بررسی  جایگاه لایه های تاریخی آن که از آبان ماه سال جاری آغاز شده بود، با  دستیابی به نتایج ارزشمندی، به پایان رسید. 
«محمد رحمدل» مدیر میراث فرهنگی استان مرکزی به «میراث خبر» گفت: «طی  برنامه پژوهشی یاد شده، گمانه های متعددی در چهار قسمت قلعه تپه ایجاد  گردید که در پایان علاوه بر مشخص شدن حریم تپه و ترسیم حدود آن کارشناسان  موفق به تشخیص و تعیین دقیق لایه های مختلف تپه شده و ضمن کشف قسمت هایی از  یک سیستم آبرسانی مجهز به لوله های سفالی، به خندقی به عرض 20 تا 25 متر  نیز دست یافتند که دور تا دور قلعه تپه کشیده شده بود.» 
قلعه تپه مذکور در مجاورت شهر میلاجرد و در 110 کیلومتری شمال غربی اراک بر  روی تلی بزرگ قرار گرفته که از سوی اهالی به «قلعه تپه میله گرد» که نام  محلی شهر میلاجرد است، معروف بوده و از لحاظ لایه نگاری تاریخی اهمیت زیادی  دارد.